# المعتصم ابوشنف
المعتصم ابوشنف (انگلیسی: Elmutasem Abushnaf؛ زادهٔ ۱۴ نوامبر ۱۹۹۱) بازیکن فوتبال اهل لیبی است.
وی همچنین در تیم ملی فوتبال لیبی بازی کرده‌است.